# Stephen Bourne

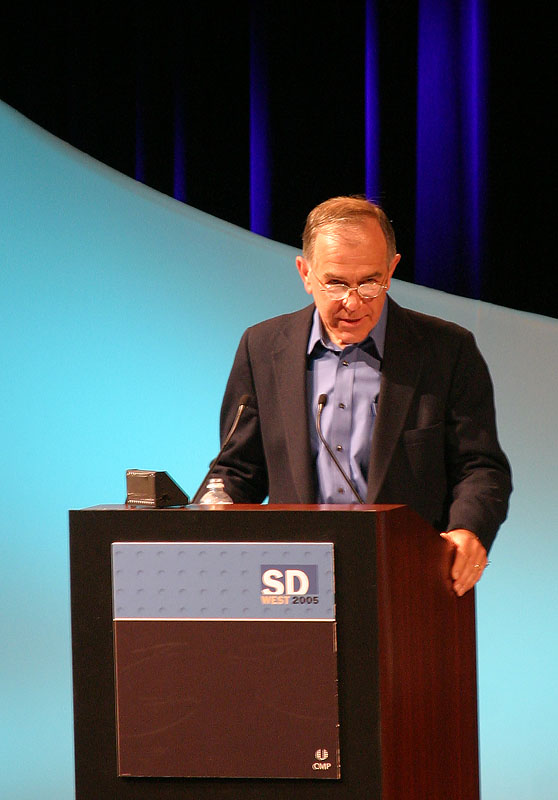
Steve Bourne tiene una conferenza al SDWest 2005.

Stephen Richard Bourne detto Steve (7 gennaio 1944) è un informatico britannico, principalmente conosciuto per essere l'autore della Bourne shell  (sh) che è alla base delle linee  di comando più diffuse sui sistemi Unix.

## Biografia
Bourne si è laureato in matematica al King's College di Londra, un ulteriore Diploma (titolo universitario) in informatica a Cambridge. Ha ottenuto il dottorato in matematica presso il Trinity College.
A quell'epoca ha scritto un compilatore per ALGOL 68 chiamato ALGOL 68C. Ha lavorato per nove anni ai Bell Laboratories nel gruppo di Unix versione 7. Ha sviluppato, nel 1975, la Bourne Shell, che divenne negli anni successivi la shell di default di Unix 7 rimpiazzando la precedente Thompson shell. Scrisse anche il debugger adb. È autore di The UNIX system (1983), il secondo libro su UNIX destinato al grande pubblico.
Dopo l'esperienza ai laboratori Bell, Bourne ha lavorato per Silicon Graphics, Digital Equipment Corporation, Sun Microsystems, e Cisco Systems. È stato presidente dell'ACM (Association for Computing Machinery) ed ha contribuito alla creazione di ACM Queue per il quale è Presidente del comitato editoriale.
Attualmente è direttore tecnologico della El Dorado Ventures a Menlo Park (California)..
È membro della Royal Astronomical Society.